# Polnischer Fußballpokal 1999/2000

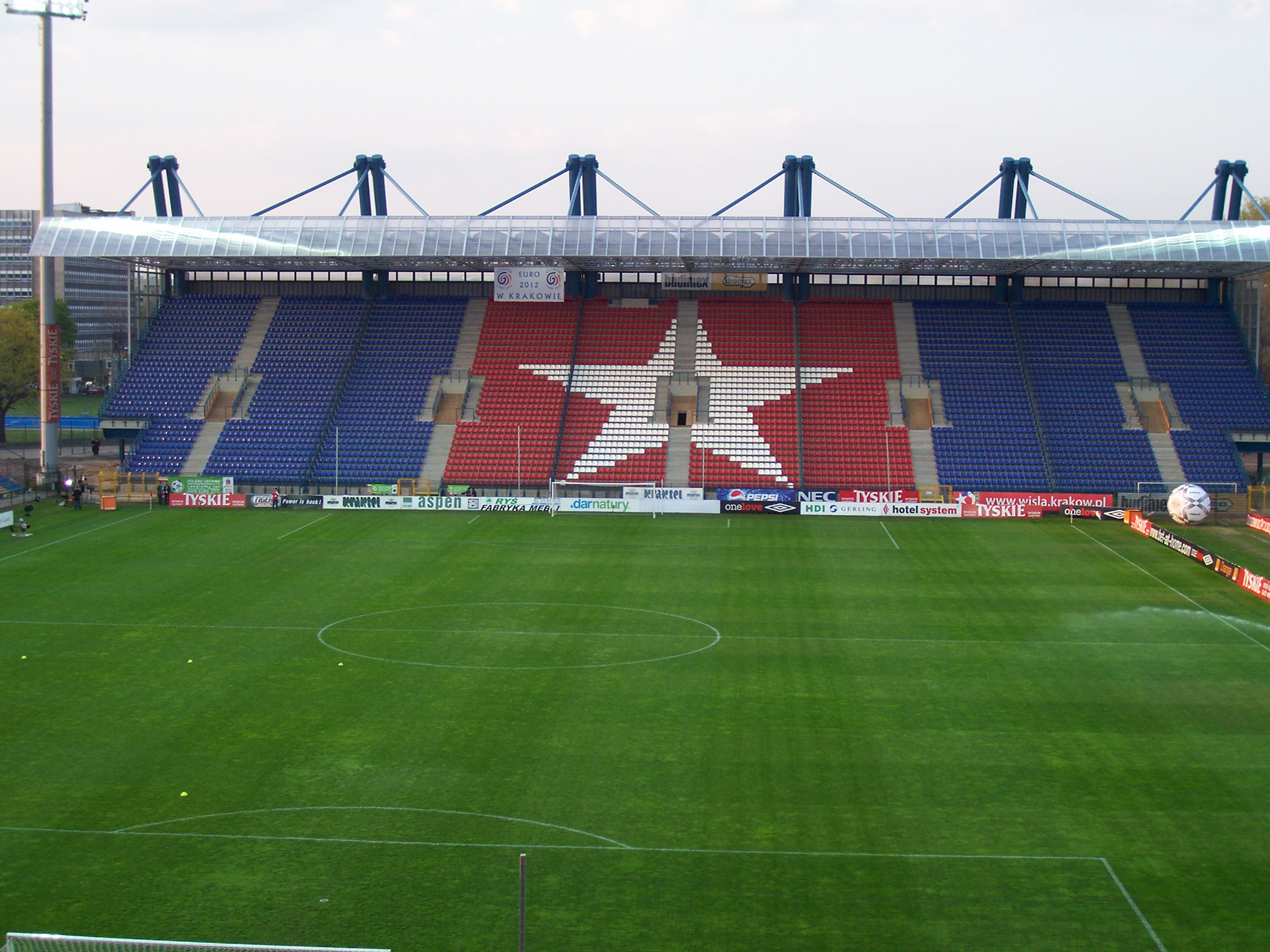
Henryk-Reyman-Stadion in Krakau, Austragungsort des ersten Finalspiels

Der Puchar Polski 1999/2000 war die 46. Ausspielung des polnischen Pokalwettbewerbs. Die erste Runde wurde ab dem 22. Juni 1999 ausgespielt. Der Wettbewerb wurde mit zwei Finalspielen am 6. Juni 2000 in Krakau und am 9. Juni 2000 in Wronki beendet.
Titelverteidiger Amica Wronki gewann den nationalen Pokal zum dritten Mal in Folge. Endspielgegner Wisła Krakau stand in seinem siebenten Finale und verlor dabei zum fünften Mal. Durch den Pokalsieg qualifizierte sich Amica Wronki für die Teilnahme am UEFA-Pokal.

## Teilnehmende Mannschaften
An der Hauptrunde nahmen 94 Mannschaften teil.
| 1. Liga 16 Vereine der Saison 1998/99 | 2. Liga 29 Vereine der Saison 1998/99 | 3=49 regionale Teilnehmer aus den Woiwodschaften | 3=49 regionale Teilnehmer aus den Woiwodschaften |
| Wisła Krakau Widzew Łódź Legia Warschau Lech Posen Polonia Warschau Ruch Radzionków Górnik Zabrze Zagłębie Lubin OKS Stomil Olsztyn Ruch Chorzów ŁKS Łódź Amica Wronki (TV) Pogoń Szczecin Odra Wodzisław GKS Bełchatów GKS Katowice | Gruppe West Dyskobolia Grodzisk Raków Częstochowa Śląsk Wrocław Odra Opole Aluminium Konin Polonia Bytom Lechia/Polonia Gdańsk GKS Grunwald Ruda Śląska MKS Myszków Odra Szczecin Toruński KP Karkonosze Jelenia Góra Naprzód Rydułtowy Lechia Zielona Góra Gruppe Ost Petrochemia Płock LKS Ceramika Opoczno Górnik Łęczna KSZO Ostrowiec Świętokrzyski RKS Radomsko Korona Kielce Hetman Zamość Stal Stalowa Wola Jeziorak Iława Hutnik Krakau Unia Tarnów Piotrcovia Piotrków Trybunalski Wawel Kraków Avia Świdnik Stal Sanok | - Ermland-Masuren Granica Kętrzyn Syrena Młynary - Großpolen LKS Jankowy Amica II Wronki SKP Słupca Piast Kobylin Warta Posen - Heiligkreuz Spartakus Razem Daleszyce - Karpatenvorland Polonia Przemyśl Kolbuszowianka Kolbuszowa Wisłoka Dębica Karpaty Krosno Tłoki Gorzyce - Kleinpolen Kabel II Kraków KS Tymbark - Kujawien-Pommern Chemik Bydgoszcz Pomorzanin Toruń Jagiellonka Nieszawa - Lebus Pogoń Świebodzin Lubuszanin Drezdenko Jutrzenka Warta - Lublin Włodawianka Włodawa Czarni/Orlęta Dęblin Tomasovia Tomaszów Lubelski Podlasie Biała Podlaska | - Łódź Unia Skierniewice LKS Ceramika II Opoczno Włókniarz Pabianice - Masowien Narew Ostrołęka MKS Mława Pogoń Siedlce Kasztelan Sierpc Okęcie Warszawa Pilica Bialobrzegi - Niederschlesien Polonia/Inkopax Wrocław Górnik Polkowice Nysa Zgorzelec Górnik Wałbrzych - Oppeln Włókniarz Kietrz - Podlachien Wigry Suwałki Jagiellonia Białystok Olimpia Zambrów - Pommern Bałtyk Gdynia Pogoń Lębork - Schlesien Odra II Wodzisław BBTS Komorowice Raków II Częstochowa - Westpommern Pomerania Police Gwardia Koszalin |

## 1. Runde
Die 1. Runde fand zwischen dem 22. Juni und 1. August 1999 mit den Teilnehmern aus den Woiwodschaften statt.
| Datum      |                             | Ergebnis     |                           |
| ---------- | --------------------------- | ------------ | ------------------------- |
| 22.06.1999 | Kasztelan Sierpc            | 2:1          | Okęcie Warszawa           |
| 23.06.1999 | Narew Ostrołęka             | 1:6          | Wigry Suwałki             |
| 23.06.1999 | Granica Kętrzyn             | 0:2          | MKS Mława                 |
| 27.06.1999 | Pilica Bialobrzegi          | 1:2          | Spartakus Razem Daleszyce |
| 30.06.1999 | Bałtyk Gdynia               | 1:0          | Chemik Bydgoszcz          |
| 30.06.1999 | Polonia/Inkopax Wrocław     | 3:2 n. V.    | Górnik Polkowice          |
| 30.06.1999 | Odra II Wodzisław           | 0:4          | Włókniarz Kietrz          |
| 30.06.1999 | SKP Słupca                  | 0:1          | LKS Jankowy               |
| 30.06.1999 | LKS Ceramika II Opoczno     | 1:2          | Włókniarz Pabianice       |
| 30.06.1999 | Kolbuszowianka Kolbuszowa   | 2:3          | Polonia Przemyśl          |
| 30.06.1999 | Włodawianka Włodawa         | 0:1          | Czarni/Orlęta Dęblin      |
| 30.06.1999 | Pomerania Police            | 15:2 n. V. 1 | Gwardia Koszalin          |
| 30.06.1999 | Raków Częstochowa           | 23:0 2       | Wisłoka Dębica            |
| 30.06.1999 | KS Tymbark                  | 33:0 3       | Karpaty Krosno            |
| 30.06.1999 | BBTS Komorowice             | 3:0          | Kabel II Kraków           |
| 21.07.1999 | Jagiellonia Białystok       | 6:0          | Olimpia Zambrów           |
| 01.08.1999 | Tomasovia Tomaszów Lubelski | 1:2          | Tłoki Gorzyce             |
|            | Amica II Wronki             |              | Freilos                   |
|            | Podlasie Biała Podlaska     |              | Freilos                   |
|            | Górnik Wałbrzych            |              | Freilos                   |
|            | Jagiellonka Nieszawa        |              | Freilos                   |
|            | Jutrzenka Warta             |              | Freilos                   |
|            | Lubuszanin Drezdenko        |              | Freilos                   |
|            | Nysa Zgorzelec              |              | Freilos                   |
|            | Piast Kobylin               |              | Freilos                   |
|            | Pogoń Lębork                |              | Freilos                   |
|            | Pogoń Siedlce               |              | Freilos                   |
|            | Pogoń Świebodzin            |              | Freilos                   |
|            | Pomorzanin Toruń            |              | Freilos                   |
|            | Syrena Młynary              |              | Freilos                   |
|            | Unia Skierniewice           |              | Freilos                   |
|            | Warta Posen                 |              | Freilos                   |

## 2. Runde
Die Spiele der 2. Runde wurden zwischen dem 1. und 11. August 1999 ausgetragen. Es nahmen die Gewinner der 1. Runde sowie die Mannschaften der 2. Liga der Saison 1998/99 teil.
| Datum      |                           | Ergebnis              |                                 |
| ---------- | ------------------------- | --------------------- | ------------------------------- |
| 01.08.1999 | Nysa Zgorzelec            | 2:1 n. V.             | Karkonosze Jelenia Góra         |
| 10.08.1999 | Polonia Przemyśl          | 4:0                   | Hetman Zamość                   |
| 10.08.1999 | Jagiellonia Białystok     | 0:1                   | Piotrcovia Piotrków Trybunalski |
| 11.08.1999 | Kasztelan Sierpc          | 0:3                   | Raków Częstochowa               |
| 11.08.1999 | MKS Mława                 | 2:0                   | Górnik Łęczna                   |
| 11.08.1999 | Wigry Suwałki             | 0:0 n. V. (4:3 i. E.) | Jeziorak Iława                  |
| 11.08.1999 | Spartakus Razem Daleszyce | 0:3                   | Hutnik Krakau                   |
| 11.08.1999 | Naprzód Rydułtowy         | 0:4                   | Włókniarz Kietrz                |
| 11.08.1999 | Włókniarz Pabianice       | 2:4                   | Korona Kielce                   |
| 11.08.1999 | Lubuszanin Drezdenko      | 0:2                   | Pomerania Police                |
| 11.08.1999 | Pogoń Świebodzin          | 1:3                   | LKS Jankowy                     |
| 11.08.1999 | Czarni/Orlęta Dęblin      | 13:0 1                | Unia Tarnów                     |
| 11.08.1999 | Polonia/Inkopax Wrocław   | 3:2                   | Odra Opole                      |
| 11.08.1999 | Pomorzanin Toruń          | 0:3                   | Bałtyk Gdynia                   |
| 11.08.1999 | BBTS Komorowice           | 5:0                   | GKS Grunwald Ruda Śląska        |
| 11.08.1999 | KS Tymbark                | 0:3                   | Wawel Kraków                    |
| 11.08.1999 | Raków II Częstochowa      | 0:2                   | LKS Ceramika Opoczno            |
| 11.08.1999 | Tłoki Gorzyce             | 4:0                   | Stal Sanok                      |
| 11.08.1999 | Podlasie Biała Podlaska   | 3:2                   | Avia Świdnik                    |
| 11.08.1999 | Syrena Młynary            | 1:5                   | Lechia/Polonia Gdańsk           |
| 11.08.1999 | Piast Kobylin             | 1:3                   | Lechia Zielona Góra             |
| 11.08.1999 | Amica II Wronki           | 1:3                   | Odra Szczecin                   |
| 11.08.1999 | Warta Posen               | 1:2                   | RKS Radomsko                    |
| 11.08.1999 | Jutrzenka Warta           | 0:2                   | MKS Myszków                     |
| 11.08.1999 | Pogoń Siedlce             | 0:2                   | Stal Stalowa Wola               |
| 11.08.1999 | Pogoń Lębork              | 2:2 n. V. (3:4 i. E.) | Aluminium Konin                 |
| 11.08.1999 | Unia Skierniewice         | 0:1                   | KSZO Ostrowiec Świętokrzyski    |
| 11.08.1999 | Górnik Wałbrzych          | 0:3                   | Polonia Bytom                   |
| 11.08.1999 | Jagiellonka Nieszawa      | 4:0                   | Toruński KP                     |
|            | Dyskobolia Grodzisk       |                       | Freilos                         |
|            | Petrochemia Płock         |                       | Freilos                         |
|            | Śląsk Wrocław             |                       | Freilos                         |

## 3. Runde
Die Spiele der 3. Runde wurden am 14. und 15. September 1999 ausgetragen. Es nahmen die Gewinner der 2. Runde teil.
| Datum      |                                 | Ergebnis              |                              |
| ---------- | ------------------------------- | --------------------- | ---------------------------- |
| 14.09.1999 | MKS Mława                       | 1:2 n. V.             | Lechia/Polonia Gdańsk        |
| 15.09.1999 | Pomerania Police                | 0:0 n. V. (6:5 i. E.) | Dyskobolia Grodzisk          |
| 15.09.1999 | Wigry Suwałki                   | 0:0 n. V. (2:4 i. E.) | Petrochemia Płock            |
| 15.09.1999 | Lechia Zielona Góra             | 3:4 n. V.             | Odra Szczecin                |
| 15.09.1999 | Bałtyk Gdynia                   | 2:3 n. V.             | Aluminium Konin              |
| 15.09.1999 | LKS Jankowy                     | 1:3 n. V.             | RKS Radomsko                 |
| 15.09.1999 | Jagiellonka Nieszawa            | 4:3 n. V.             | KSZO Ostrowiec Świętokrzyski |
| 15.09.1999 | Nysa Zgorzelec                  | 2:6                   | Śląsk Wrocław                |
| 15.09.1999 | Polonia/Inkopax Wrocław         | 6:0                   | Polonia Bytom                |
| 15.09.1999 | Piotrcovia Piotrków Trybunalski | 0:1                   | Raków Częstochowa            |
| 15.09.1999 | Tłoki Gorzyce                   | 1:0                   | LKS Ceramika Opoczno         |
| 15.09.1999 | Wawel Kraków                    | 1:0                   | Włókniarz Kietrz             |
| 15.09.1999 | BBTS Komorowice                 | 0:1                   | MKS Myszków                  |
| 15.09.1999 | Polonia Przemyśl                | 0:1                   | Hutnik Krakau                |
| 15.09.1999 | Podlasie Biała Podlaska         | 0:2                   | Stal Stalowa Wola            |
| 15.09.1999 | Czarni/Orlęta Dęblin            | 0:2                   | Korona Kielce                |

## 4. Runde
Die Spiele der 4. Runde wurden am 12. und 13. Oktober 1999 ausgetragen. Es nahmen die Gewinner der 3. Runde sowie die Mannschaften der 1. Liga der Saison 1998/99 teil.
| Datum      |                         | Ergebnis              |                   |
| ---------- | ----------------------- | --------------------- | ----------------- |
| 12.10.1999 | Wawel Kraków            | 1:3                   | Górnik Zabrze     |
| 12.10.1999 | Polonia/Inkopax Wrocław | 0:2                   | Pomerania Police  |
| 12.10.1999 | OKS Stomil Olsztyn      | 1:1 n. V. (2:4 i. E.) | Odra Wodzisław    |
| 13.10.1999 | GKS Bełchatów           | 2:1                   | Zagłębie Lubin    |
| 13.10.1999 | Raków Częstochowa       | 0:2                   | Petrochemia Płock |
| 13.10.1999 | RKS Radomsko            | 2:0                   | Korona Kielce     |
| 13.10.1999 | Śląsk Wrocław           | 0:1                   | Widzew Łódź       |
| 13.10.1999 | Jagiellonka Nieszawa    | 1:2 n. V.             | Stal Stalowa Wola |
| 13.10.1999 | Hutnik Krakau           | 2:2 n. V. (4:5 i. E.) | Polonia Warschau  |
| 13.10.1999 | Odra Szczecin           | 1:2                   | Lech Posen        |
| 13.10.1999 | Aluminium Konin         | 1:2                   | Legia Warschau    |
| 13.10.1999 | Tłoki Gorzyce           | 1:1 n. V. (2:4 i. E.) | MKS Myszków       |
| 13.10.1999 | Lechia/Polonia Gdańsk   | 0:2                   | Wisła Krakau      |
| 13.10.1999 | GKS Katowice            | 0:2                   | ŁKS Łódź          |
| 13.10.1999 | Ruch Chorzów            | 2:0                   | Pogoń Szczecin    |
| 13.10.1999 | Amica Wronki            | 2:1 n. V.             | Ruch Radzionków   |

## 5. Runde
Die Spiele der 5. Runde fanden am 8. März 2000 statt. Es nahmen die Gewinner der 4. Runde teil.
| Datum      |                   | Ergebnis              |                  |
| ---------- | ----------------- | --------------------- | ---------------- |
| 08.03.2000 | MKS Myszków       | 1:3                   | Widzew Łódź      |
| 08.03.2000 | RKS Radomsko      | 1:1 n. V. (5:4 i. E.) | Górnik Zabrze    |
| 08.03.2000 | Odra Wodzisław    | 0:2                   | Legia Warschau   |
| 08.03.2000 | Petrochemia Płock | 0:2                   | Polonia Warschau |
| 08.03.2000 | Stal Stalowa Wola | 2:2 n. V. (3:5 i. E.) | Wisła Krakau     |
| 08.03.2000 | Pomerania Police  | 3:2 n. V.             | Lech Posen       |
| 08.03.2000 | Amica Wronki      | 2:1 n. V.             | ŁKS Łódź         |
| 08.03.2000 | Ruch Chorzów      | 1:2 n. V.             | GKS Bełchatów    |

## Viertelfinale
Ab dem Viertelfinale wurden die Gewinner in Hin- und Rückspielen ermittelt. Die erstgenannten Mannschaften hatten zuerst Heimrecht. Die Hinspiele fanden am 11. und 12. April 2000, die Rückspiele am 18. und 19. April 2000 statt.
| Datum          |                  | Gesamt          |                  | Hinspiel | Rückspiel |
| -------------- | ---------------- | --------------- | ---------------- | -------- | --------- |
| 11./19.04.2000 | Polonia Warschau | 2:0             | Pomerania Police | 1:0      | 1:0       |
| 11./19.04.2000 | GKS Bełchatów    | 1:2             | Wisła Krakau     | 1:0      | 0:2       |
| 11./18.04.2000 | Legia Warschau   | 5:5 (1:3 i. E.) | Amica Wronki     | 3:2      | 2:3 n. V. |
| 12./19.04.2000 | Widzew Łódź      | (A)3:3(A)       | RKS Radomsko     | 3:1      | 0:2       |

## Halbfinale
Die erstgenannten Mannschaften hatten zuerst Heimrecht. Die Hinspiele fanden am 4. Mai 2000, die Rückspiele am 11. Mai 2000 statt.
| Datum          |              | Gesamt |                  | Hinspiel | Rückspiel |
| -------------- | ------------ | ------ | ---------------- | -------- | --------- |
| 04./11.05.2000 | Wisła Krakau | 4:1    | Polonia Warschau | 2:1      | 2:0       |
| 04./11.05.2000 | Amica Wronki | 6:3    | RKS Radomsko     | 5:3      | 1:0       |

## Finale
| Wisła Krakau                                   | Wisła Krakau | Amica Wronki | Amica Wronki |
| ---------------------------------------------- | --- | --- | ------------ |
| Wisła Krakau                                   | \| 6. Juni 2000 in Krakau (Henryk-Reyman-Stadion) \| \| Ergebnis: 2:2 (1:1) \| \| Zuschauer: 8.000 \| \| Schiedsrichter: Ryszard Wójcik \| | \| 6. Juni 2000 in Krakau (Henryk-Reyman-Stadion) \| \| Ergebnis: 2:2 (1:1) \| \| Zuschauer: 8.000 \| \| Schiedsrichter: Ryszard Wójcik \| | Amica Wronki |
| Wisła Krakau                                   | Artur Sarnat – Marek Zając, Grzegorz Lekki (75. Grzegorz Pater), Kazimierz Węgrzyn, Kazimierz Moskal – Radosław Kałużny, Ryszard Czerwiec (67. Maciej Żurawski), Tomasz Kulawik (75. Grzegorz Kaliciak), Kamil Kosowski – Olgierd Moskalewicz, Tomasz Frankowski Cheftrainer: Adam Nawałka | Jarosław Stróżyński – Grzegorz Wódkiewicz (46. Bartosz Bosacki), Marek Bajor, Paweł Pęczak, Tomasz Sokołowski II – Jarosław Bieniuk, Dariusz Jackiewicz, Radosław Biliński (80. Mirosław Siara), Marek Zieńczuk – Remigiusz Sobociński, Paweł Kryszałowicz (57. Grzegorz Król) Cheftrainer: Stefan Majewski | Amica Wronki |
| Wisła Krakau                                   | 1:1 Tomasz Frankowski (45.) 2:1 Tomasz Frankowski (64.) | 0:1 Remigiusz Sobociński (28.) 2:2 Tomasz Sokołowski II (65.) | Amica Wronki |
| Wisła Krakau                                   | Ryszard Czerwiec | Grzegorz Wódkiewicz, Tomasz Sokołowski II, Jarosław Bieniuk, Dariusz Jackiewicz | Amica Wronki |
| 6. Juni 2000 in Krakau (Henryk-Reyman-Stadion) | | |              |
| Ergebnis: 2:2 (1:1)                            | | |              |
| Zuschauer: 8.000                               | | |              |
| Schiedsrichter: Ryszard Wójcik                 | | |              |

| Amica Wronki                            | Amica Wronki | Wisła Krakau | Wisła Krakau |
| --------------------------------------- | --- | --- | ------------ |
| Amica Wronki                            | \| 9. Juni 2000 in Wronki (Stadion Główny) \| \| Ergebnis: 3:0 (2:0) \| \| Zuschauer: 5.500 \| \| Schiedsrichter: Tomasz Mikulski \| | \| 9. Juni 2000 in Wronki (Stadion Główny) \| \| Ergebnis: 3:0 (2:0) \| \| Zuschauer: 5.500 \| \| Schiedsrichter: Tomasz Mikulski \| | Wisła Krakau |
| Amica Wronki                            | Jarosław Stróżyński (35. Czesław Michniewicz) – Grzegorz Wódkiewicz, Marek Bajor, Paweł Pęczak (67. Mirosław Siara), Tomasz Sokołowski II – Bartosz Bosacki, Radosław Biliński, Marek Zieńczuk (87. Tomasz Dawidowski) – Grzegorz Król, Remigiusz Sobociński, Paweł Kryszałowicz Cheftrainer: Stefan Majewski | Artur Sarnat – Marek Zając, Arkadiusz Głowacki, Kazimierz Węgrzyn, Radosław Kałużny – Kazimierz Moskal, Olgierd Moskalewicz, Tomasz Kulawik (46. Grzegorz Kaliciak), Kamil Kosowski (81. Grzegorz Pater) – Brasilia (46. Maciej Żurawski), Tomasz Frankowski Cheftrainer: Adam Nawałka | Wisła Krakau |
| Amica Wronki                            | 1:0 Radosław Biliński (8.) 2:0 Marek Zieńczuk (45.) 3:0 Remigiusz Sobociński (85.) | | Wisła Krakau |
| Amica Wronki                            | Paweł Pęczak | Arkadiusz Głowacki, Kazimierz Węgrzyn, Radosław Kałużny, Grzegorz Kaliciak, | Wisła Krakau |
| 9. Juni 2000 in Wronki (Stadion Główny) | | |              |
| Ergebnis: 3:0 (2:0)                     | | |              |
| Zuschauer: 5.500                        | | |              |
| Schiedsrichter: Tomasz Mikulski         | | |              |